# In presenza del nemico
In presenza del nemico (titolo originale In the Presence of Mine Enemies) è un romanzo di ucronia del 2003 dell'autore americano Harry Turtledove, ampliato dall'omonimo racconto. Il titolo deriva dal quinto versetto del Salmo 23. Il romanzo descrive un mondo in cui gli Stati Uniti rimasero isolazionisti e quindi non parteciparono alla seconda guerra mondiale, permettendo così una vittoria alle potenze dell'Asse, che si divisero il mondo tra di loro. Tuttavia, alcuni anni dopo la guerra, si verificò la terza guerra mondiale e vide le potenze dell'Asse sconfiggere gli Stati Uniti e il Canada.
Ambientato nel 2010, il romanzo si concentra su Heinrich Gimpel e un piccolo gruppo di ebrei sopravvissuti all'Olocausto passando per gentili. Gli eventi si verificano in uno sfondo che ricorda gli ultimi giorni dell'Unione Sovietica, con personaggi basati su Michail Gorbačëv, Boris El'cin e altri.

## Trama
L'ufficiale della Wehrmacht Heinrich Gimpel stupisce sua figlia di 10 anni, Alicia, con un segreto che le è stato nascosto per tutta la vita: la famiglia è ebrea. Spiega che i Gimpel, i loro amici Walther ed Esther Stutzman e le loro famiglie allargate appartengono tutti ai resti di ebrei che ora sopravvivono nascondendosi in bella vista all'interno della stessa società che li vuole morti. Ormai abbastanza grande, per tradizione di famiglia, da fidarsi di questo inganno della vita o della morte, Alicia è obbligata a nascondere la verità ai suoi amici, ai suoi compagni di classe e persino alle sue sorelle minori, anche se è costretta a considerare il curriculum razzista da una nuova prospettiva che la lascia triste e arrabbiata per tutta la propaganda antisemita che aveva sempre imparato e a cui aveva creduto senza dubbio.
Nel frattempo, Heinrich si ritrova coinvolto nel conflitto coniugale tra il suo collega, Willi Dorsch, e la moglie di Willi, Erika. Willi, dubitando della fedeltà di Erika a causa del suo costante flirt con Heinrich, inizia una relazione extraconiugale con la sua segretaria. Amareggiata dall'infedeltà del marito, Erika cerca di avere una relazione con Heinrich per rappresaglia. Resiste, il che porta Erika ad accusarlo di essere ebreo e Heinrich ad essere arrestato dalla Sicherheitspolizei. È solo dopo che Erika si rende conto che la sua accusa ha causato la cattura anche dei figli di Heinrich che confessa la sua bugia e tenta di suicidarsi, ignara per tutto il tempo che Heinrich e la sua famiglia sono in realtà ebrei.
Anche Esther Stutzman, che lavora come receptionist in uno studio medico, sperimenta una stretta chiamata con le politiche naziste quando i suoi amici Richard e Maria Klein, ebrei reclusi come lei, portano il loro bambino malato di otto mesi, Paul, per un controllo. La diagnosi, la malattia di Tay-Sachs, è una malattia nota per essere prevalente tra gli ebrei. Una successiva indagine sul suo passato familiare significherebbe la fine per i suoi genitori e tutti i nomi che potrebbero essere costretti a rivelare sotto tortura. Sebbene il marito di Esther, Walther, sia in grado di entrare nella rete di computer del Reich e cambiare la storia della famiglia Klein, è la rivelazione che il Reichsführer-SS Lothar Prützmann ha un nipote con Tay-Sachs, il che porta l'indagine a una battuta d'arresto.
Sullo sfondo, la morte dell'attuale Führer, Kurt Haldweim (modellato sul vero presidente austriaco Kurt Waldheim), lo fa sostituire dal riformista Heinz Buckliger, che allenta le leggi oppressive del Reich. In un discorso segreto, con il passaparola che lo diffonde alla popolazione, il nuovo Führer denuncia i suoi predecessori e afferma che il Reich ha commesso crimini in passato. L'opposizione reazionaria si raduna attorno alle SS e il Gauleiter populista di Berlino, Rolf Stolle, sostiene l'accelerazione delle riforme.
Le cose precipitano con l'annuncio di elezioni relativamente libere: i candidati non devono necessariamente essere membri del partito nazista, anche se devono essere ariani. Guidate dal Reichsführer-SS Lothar Prützmann, le SS effettuano un colpo di Stato conservatore, imprigionano il Führer e nominano l'ex Alto Commissario per gli affari dell'Ostland, Odilo Globocnik, come nuovo Führer. Tuttavia, Stolle istiga un movimento di potere popolare, sostenuto dalla Wehrmacht. Il colpo di Stato viene sconfitto dopo che Walther Stutzman ha riempito la rete di computer del paese con le informazioni sul nipote afflitto da Tay-Sachs del Reichsführer-SS Prützmann. Ben presto, Berlino giunge alla conclusione che Prützmann è un ebreo, il che ribalta definitivamente le sorti del colpo di Stato. In seguito, Prützmann si uccide, Globocnik viene linciato e Buckliger viene reinstaurato come Führer (sebbene straziato dalla sua detenzione ed eclissato dal popolare Stolle).
Alla fine del romanzo, le elezioni consegnano una maggioranza pro-riforma al Reichstag, con Stolle come relatore, e producono un mandato per l'indipendenza del Protettorato di Boemia e Moravia in un referendum simultaneo. Inoltre, i Gimpel e gli Stutzman si riuniscono per dire alla bambina di dieci anni Francesca che è ebrea.

## Personaggi
Heinrich Gimpel, un ebreo nascosto che prestava servizio come ufficiale presso l'Oberkommando der Wehrmacht a Berlino. Heinrich è attento e meticoloso nel mantenere la sua mascherata e originariamente anche dal lettore, che non prima di quasi un intero capitolo scopre che Gimpel è un ebreo nascosto e un leader di una comunità ebraica segreta. Il compito specifico di Heinrich è monitorare il pagamento americano del tributo alla Germania e rilevare i frequenti tentativi di eludere il pagamento. Gimpel viene arrestato perché la moglie di un amico lo denuncia come ebreo anche se non sapeva che lo fosse davvero dopo aver resistito alle sue avance sessuali. Gimpel viene infine rilasciato dalla custodia, con un maggiore delle SS che lo accompagna fuori dalla porta dicendogli casualmente: "Ci trovi nei posti più strani".
Lise Gimpel, la moglie di Heinrich, anche lei ebrea.
Alicia Gimpel, figlia di dieci anni di Heinrich e Lise e maggiore di tre sorelle. All'inizio del libro, viene iniziata al segreto che lei e altri familiari e amici sono ebrei. È stordita ma gradualmente arriva ad accettarlo.
Susanna Weiss, studiosa di inglese medievale all'Università Friedrich-Wilhelm. È anche una dei pochi ebrei sopravvissuti rimasti nel Reich.
Esther Stutzman, receptionist dell'ufficio di un pediatra della zona di Berlino. Anche lei e suo marito, Walther, sono ebrei nascosti. Lei è un tuckerizzazione della famosa autrice di fantascienza/fantasy Esther Friesner.
Walther Stutzman, un programmatore di computer alla Zeiss. Ha accesso non autorizzato a molti dei database del Reich utilizzando codici creati da suo padre, che è stato coinvolto nel trasferimento di documenti cartacei in archivi informatici. Può assegnare falsi pedigree ariani agli ebrei per consentire loro di evitare di essere scoperti dal Reich.

## Ambientazione

### Politica mondiale e geografia

#### Allineamento politico
Il Führer del Grande Reich Tedesco è il leader politico più potente del mondo. Oltre al Reich stesso, il "Grande Impero Germanico" comprende paesi occupati (ma non annessi) e altri alleati. I paesi occupati hanno i propri governi ma sovranità limitata; i nazisti interferiscono nei loro affari interni, specialmente nell'applicazione dell'ideologia razzista. Gli alleati, sebbene tecnicamente indipendenti, sono soggetti a una pesante influenza nazista; la maggior parte di essi rappresenta le varietà locali di forze razziste, fasciste e nazionaliste radicali.
L'Impero Italiano è attorno al Mar Mediterraneo, comprese le parti dell'Africa concesse dal Reich. I nazisti costringono gli italiani a compiere massacri su larga scala di arabi nei loro territori in Medio Oriente. La nazione è controllata da Casa Savoia (guidata da Re Umberto) e dal Duce dell'Impero Italiano. Mentre gran parte dell'Africa è divisa tra Germania, Italia, Spagna e Portogallo, un'Unione del Sudafrica "dominata dagli ariani" rimane un alleato indipendente del Reich tedesco. La Spagna è menzionata come governata da un caudillo, ma non viene fatta menzione dello status della monarchia spagnola.
Sebbene sia meno potente della Germania, il Giappone imperiale è una potenza nucleare che tiene a bada il Reich con la minaccia implicita di una distruzione mutua assicurata. Inoltre, il Giappone ha i suoi governanti subordinati (viene menzionato solo l'imperatore del Manciukuò) nella Sfera di co-prosperità della Grande Asia orientale. Nonostante disponga di "un oceano di manodopera a basso costo", il Giappone ora si concentra sullo sviluppo di tecnologie avanzate. Nonostante l'alleanza tedesco-giapponese, i nazisti considerano i giapponesi razzialmente inferiori e privi di creatività, usando come prova la propaganda che indica una diminuzione percepita dei progressi tecnologici del Giappone. Nonostante ciò, turisti, studenti e ristoranti giapponesi sono comunemente visti all'interno del Reich.

#### Stati Uniti e Canada
Negli anni '60 e '70, la Germania e le potenze dell'Asse sconfissero gli Stati Uniti e il Canada nella terza guerra mondiale con le bombe nucleari che avevano sviluppato. Le importanti città americane di Washington e Filadelfia sono state distrutte dalle bombe, e i loro ambienti resi inabitabili per gli anni a venire. Altre città come New York, Saint Louis e Chicago furono danneggiate dai bombardamenti convenzionali. La capitale degli Stati Uniti è stata trasferita a Omaha, nel Nebraska, dove è stato istituito un governo fantoccio filo-nazista, e il Reich mantiene le forze di occupazione della Wehrmacht a New York, Chicago, Saint Louis e la stessa Omaha. Dopo aver conquistato gli Stati Uniti, gli Einsatzgruppen e i suprematisti bianchi americani uccidono sistematicamente gli ebrei del paese e la maggior parte della sua popolazione nera, con tutti i neri rimasti utilizzati come schiavi dal Reich.
Gli Stati Uniti pagano un tributo annuale, un reddito importante per l'economia tedesca, nonostante l'iperinflazione statunitense e la scomparsa del dollaro USA come valuta mondiale, ma quando possibile, gli Stati Uniti evitano di pagare il tributo.

#### Altre nazioni occupate
Enrico IX è il monarca regnante del Regno Unito (anche se il suo lignaggio non viene mai spiegato), che è stato annesso al Reich. L'Unione Britannica dei Fascisti è il partito di governo, con Charlie Lynton come Primo Ministro; tuttavia, è diviso internamente sull'entità dell'influenza del Reich nel suo governo (che ricorda l'euroscetticismo britannico) e sul processo di selezione per un nuovo Führer.
I polacchi, i russi, gli ucraini, gli estoni, i lettoni, i lituani e i serbi vengono uccisi perché sono Untermenschen, e gli arabi perché sono "semiti come gli ebrei". Inoltre, il Reich, l'Impero Italiano, il Portogallo e la Spagna commettono il genocidio delle popolazioni africane e schiavizzano i sopravvissuti. Il Sudafrica, tuttavia, continua ancora il suo apartheid e quindi, ironia della sorte, impedisce ai sudafricani neri di essere uccisi o utilizzati come schiavi.
Tutti gli ebrei trovati vengono immediatamente uccisi, e mentre "gli ultimi russi sono stati spinti molto a est degli Urali", ci sono molti combattimenti di guerriglia, che richiedono fortezze per proteggere i coloni tedeschi.
I nazisti trattano piuttosto bene i cechi, i croati e i bulgari sebbene siano slavi: i cechi contribuiscono notevolmente all'economia del Reich e i croati e i bulgari perseguitano spietatamente i serbi con gravi discriminazioni razziali, reprimendo le ribellioni e riducendo in schiavitù o uccidendo i dissidenti. Gli iranici e gli indiani sono classificati come "ariani" e non sono perseguitati, e alcuni sono persino invitati a studiare nelle università tedesche.

### Tecnologia
Il livello di tecnologia nel romanzo è più o meno lo stesso del XXI secolo attuale. La Wehrmacht utilizza aerei a reazione, panzer, sottomarini, mezzi corazzati, fucili d'assalto e una varietà di navi da guerra. Si dice che il "Ministero dell'aria e dello spazio" abbia piantato un avamposto permanente sulla Luna e stia effettuando un atterraggio con equipaggio su Marte, e potrebbe pianificare una missione con equipaggio sulle lune di Giove. Nel romanzo sono menzionate anche le piattaforme meteorologiche orbitali.
Anche la tecnologia civile è avanzata in modo simile alla sua controparte militare nel XXI secolo. Aerei di linea, televisori (chiamati televisori), computer (anche se Internet non ha raggiunto lo stesso livello della sua controparte reale per paura che diventi un "incubo di sicurezza"), auto moderne, microonde e lavastoviglie sono utilizzati in tutto il Reich. La popolazione tedesca gode di standard di vita molto elevati a spese dei non tedeschi in tutto il Reich e nelle nazioni occupate.

### Società
La società del Reich è culturalmente dominante a causa delle sue vittorie nella seconda e nella terza guerra mondiale, e le società e le organizzazioni tedesche dominano le economie delle nazioni alleate e occupate. Mercedes-Benz e Volkswagen stanno prosperando e Zeiss produce computer e software per il Reich. Agfa-Gevaert produce spot televisivi che incoraggiano i tedeschi a migrare nei territori dell'Ostland e Lufthansa ha il predominio dell'aria.
La British Broadcasting Corporation è menzionata in tutto il romanzo, con la controparte del Reich che è la RRG. Un giornalista della RRG, Horst Witzleben, appare più volte nel romanzo e il suo "Notizie delle sette" è molto influente.
L'Ufficio genealogico del Reich ha documenti genealogici online, che possono definire la vita e la morte di persone sospettate di essere ebree. (I nazisti usavano già le schede perforate sviluppate dall'IBM per contrassegnare gli ebrei e alla fine arrestarli e mandarli nei campi di sterminio).

### Economia
Il Reichsmark è la valuta mondiale dominante e ha corso legale nel Grande Reich tedesco, ma la maggior parte degli stati membri, dei territori e degli alleati del Reich (incluso l'Impero del Giappone, l'America Latina, la Gran Bretagna e l'America) hanno valute nazionali. Poiché il Reich impone tassi di cambio favorevoli, il Reichsmark è prontamente accettato (e apparentemente benvenuto) anche nei luoghi in cui non ha corso legale. La Gran Bretagna continua a utilizzare la sua valuta pre-decimale sterlina, ma la moneta da cinque scellini della Corona è coniata in alluminio a buon mercato, non in argento, poiché le monete "d'argento" erano almeno in parte realizzate prima della seconda guerra mondiale e brevemente dopo.

### Educazione
La scuola è il modo con cui il Reich tedesco indottrina e controlla i cittadini, a partire dalla loro giovinezza. La punizione corporale viene praticata nelle scuole contro azioni come mancare di rispetto a un superiore, non svolgere il proprio lavoro scolastico e per non conoscere le risposte corrette alle domande degli insegnanti in classe. L'anno scolastico occupa la maggior parte dell'anno solare, con le uniche festività principali che sono la vacanza bisettimanale tra Natale e Capodanno e la vacanza settimanale dopo Pasqua. Il resto dell'anno è lavoro scolastico anche se le vacanze di un giorno si verificano raramente.
La Gioventù Hitleriana e la Lega delle ragazze tedesche sono obbligatori per i bambini nel Reich tedesco, poiché i ruoli di genere nazisti sono cambiati poco. Alla fine del romanzo, la Hitler Jugend implementa cambiamenti per preparare i ragazzi a diventare cittadini adulti responsabili, piuttosto che coscritti dell'esercito.
Il sistema educativo del Reich è solo per la Germania; gli stati alleati e i territori occupati controllano i propri sistemi educativi. Negli Stati Uniti, i bambini americani continuano ad avere lunghe vacanze estive dalla scuola, un fatto che gli insegnanti tedeschi sottolineano come uno dei motivi della sua sconfitta al Reich tedesco.
Gli accademici tedeschi hanno ruoli chiave nei processi di discriminazione razziale e genocidio. L'Istituto tedesco per gli studi razziali, parte dell'Università Friedrich-Wilhelm, è incaricato di definire i popoli e i gruppi etnici dell'"Impero germanico" che sono subumani e quindi sono contrassegnati per il genocidio o la schiavitù. Al suo fianco, come volto sorridente del Reich, c'è l'Istituto Tedesco per Stranieri (fondato nel 1922), incaricato di istruire nella lingua e nella cultura tedesca quegli stranieri fortunatamente classificati come "ariani", come gli iranici e gli indiani.
La vita accademica è dominata dagli uomini. Sebbene sia possibile per una donna avere una carriera accademica, i pochi che lo fanno affrontano grandi difficoltà e devono impegnarsi in lotte quotidiane e meschine per ottenere privilegi che vengono concessi agli uomini. Sotto il sessismo del Reich, una donna assertiva potrebbe essere accusata di "non essere una vera donna nazionalsocialista", ma tali atteggiamenti sono considerati antiquati e contestati dai giovani.

### Sport
Gli sport del Reich sono l'unica provincia degli ariani e sono controllati dalla Federazione tedesca dello sport, che favorisce gli sportivi tedeschi rispetto agli sportivi di altri stati. Ha il potere di riservarsi il diritto di ritirarsi dalla competizione con squadre straniere e di trattenere i diritti delle squadre straniere di visitare il Reich quando le relazioni politiche si inaspriscono. Un esempio è il boicottaggio delle squadre sportive italiane dopo una rivolta in occasione di una partita di calcio a Milano tra i tifosi della squadra di casa e i tifosi del Lipsia ospite. La privazione del diritto di visitare il Reich e di far visitare le squadre del Reich è finanziariamente dannosa. La Germania ha vinto una Coppa del Mondo di recente, ma ora è sfidata da un Brasile potente e multirazziale, con negri e nativi americani, tra gli altri.

### Ebrei
Sebbene gli ebrei siano considerati sterminati nel 2010, gli stereotipi antisemiti rimangono forti nella cultura popolare e nella propaganda ufficiale e sono una parte importante dell'istruzione scolastica. I libri dell'autore antisemita Julius Streicher (Trust No Fox in the Green Meadow, No Jew on His Oath e The Poison Mushroom) sono una lettura universale per i bambini tedeschi. Gli ebrei nascosti si sentono obbligati a comprarli per i loro figli poiché fare diversamente potrebbe destare sospetti.
Gli ebrei sono e non sono entrambi della società che li circonda. Devono costantemente svolgere il ruolo di ripetere a pappagallo i cliché antisemiti prevalenti. Mantengono la maggior parte della loro identità ebraica quanto può essere impartita in incontri segreti tra di loro, con tradizioni puramente orali sebbene venga insegnato un po' di ebraico scritto. Ad eccezione della Bibbia, che può essere conservata apertamente, poiché il cristianesimo, sebbene non incoraggiato, è consentito dal Reich, non osano possedere libri sull'ebraismo sebbene esistano.
Tutti i personaggi del punto di vista sono nati sotto i nazisti e mantenere la mascherata è una seconda natura. Il pericolo più grande è quando a un bambino viene raccontata la sua vera identità, di solito all'età di dieci anni, che è considerata abbastanza grande da mantenere il segreto. I bambini sono spesso scioccati, poiché come tutti gli altri bambini tedeschi, sono cresciuti esposti al costante antisemitismo degli insegnanti e dei libri per bambini. Gli adulti attenuano lo shock insegnando ai bambini a sentirsi privilegiati ad appartenere a una società così segreta.
Si dice che gli ebrei nascosti considerano troppo pericoloso radunarsi nelle feste principali e nei digiuni dell'ebraismo, come la Pasqua e lo Yom Kippur, e quindi tengono le loro riunioni segrete nelle feste minori come Purim.

### Altre minoranze
L'industria tedesca utilizza schiavi slavi, neri e arabi per lavori "sporchi" o pericolosi. In un passaggio, la televisione riporta che un incidente industriale nella Ruhr ha causato la morte di "dodici ariani e un numero imprecisato di Untermenschen".
Gli omosessuali sono attivamente perseguitati. A differenza di ebrei, zingari e altre "razze inferiori", che si pensa siano state spazzate via", gli omosessuali continuano a sorgere e vengono braccati dalla polizia di sicurezza a meno che non abbiano legami politici per proteggerli.

## Luoghi

### Berlino
Gran parte della storia si svolge a Berlino. La capitale del Reich è piena dell'architettura monumentale di Albert Speer. Un esempio importante è la Große Halle, che può ospitare più di 100.000 persone e ha tenuto i funerali del defunto Führer Kurt Haldweim. Con una cupola alta 200 m e larga 250 m, è coronata da un'imponente aquila tedesca dorata che regge una svastica.
Nelle vicinanze si trova il Palazzo del Führer, la residenza ufficiale del Führer, sorvegliato dai soldati del Reggimento di Fanteria Großdeutschland, che si trova vicino al Palazzo. A parte la sicurezza, è un corpo d'abbigliamento cerimoniale armato con (antichi) fucili Gewehr 98 e un arsenale che include fucili d'assalto e carri armati. La prossima è Adolf-Hitler-Platz, una grande piazza pubblica per raduni e simili.
La sala dei soldati commemora la potenza militare del Reich tedesco esponendo i resti radioattivi della Liberty Bell (esposti dietro un vetro al piombo), gli alianti che furono usati per invadere la Gran Bretagna, il primo Panzer IV ad entrare nel Cremlino e il vagone ferroviario in cui la Germania imperiale si arrese agli Alleati nel 1918, a Compiègne, in Francia, e in cui la Francia si arrese alla Germania nazista nel 1940.
L'Arco di Trionfo è largo 170 me profondo 1700 m sebbene sia modellato sul più piccolo Arco di Trionfo di Parigi; gran parte del traffico automobilistico del distretto di Berlino vi transita. Poiché la città è popolosa, il trasporto pubblico (treni di transito rapido, U-Bahn e ferrovie per pendolari) è ben sviluppato; una stazione ferroviaria è la "Stazione Sud", vicino agli uffici governativi. I piani di Speer determinano l'ancoraggio dell'estremità sud del viale principale con le strutture più monumentali. Le armi nemiche catturate e i rottami della battaglia (un aereo da combattimento britannico, un carro armato sovietico, una torre di comando sottomarina statunitense) sono esposti fuori dalla stazione.
Berlino ha anche la sede dei principali ministeri del governo: aria e spazio, giustizia, interni, trasporti, cibo, economia, coloniale, l'Oberkommando der Wehrmacht e l'ufficio del Führer.
Il Kurfürstendamm è un quartiere commerciale che luccica di insegne al neon e luce solare riflessa, ma i cittadini di Berlino usano il nome completo della strada nella loro vita quotidiana, invece del gergo abbreviato del nativo. Berlino è culturalmente vivace offrendo ai residenti e ai visitatori un musical di grande successo su Churchill e Stalin e cucine cosmopolite, ma sotto il Reinheitsgebot, la legge sulla purezza della birra medievale della nazione vieta l'importazione di birra giapponese. Il fast food americano è una rarità a causa del crollo economico americano dopo essere stato sconfitto nella sconfitta della terza guerra mondiale, nonostante l'esistenza di ristoranti come The Greasy Spoon.
Culturalmente, il negozio di giocattoli Ulbright offre graziose bambole "Vicki" e le action figure "Landser Sepp" (una bambola da ragazzo) ai bambini del Reich. Le bambole Vicki sono realizzate negli Stati Uniti con il lavoro degli schiavi e sono disponibili in diverse varietà, ma tutte le bambole sembrano perfettamente ariane e quindi rispettano la politica del Reich.

### Londra
Parti della storia si svolgono anche a Londra, la capitale della Gran Bretagna. Nel romanzo, il popolo britannico è impoverito a causa dell'occupazione tedesca. William Shakespeare e le sue opere sono più ampiamente conosciute e pubblicate in Germania che in patria, in parte a causa del collasso economico della Gran Bretagna. Durante la guerra, gran parte di Londra fu distrutta da bombardieri in picchiata e panzer, nonché dall'ultima disperata resistenza di Churchill e dei suoi sostenitori. I principali edifici britannici, tra cui l'edificio del Parlamento, il Big Ben e la Cattedrale di San Paolo, sono stati completamente distrutti, con fotografie e dipinti come unica eredità rimasta. Alcune zone della città sono in rovina da oltre 70 anni a causa sia delle dure riparazioni imposte agli inglesi dai tedeschi, sia delle rivolte partigiane che furono completamente represse solo a metà degli anni '70. Gli urbanisti tedeschi spesso visitano la Gran Bretagna per vedere come si tratta di costruire dalla lavagna pulita che non potranno mai avere.
Il Crown è un hotel che funge da luogo di incontro dell'Unione Britannica dei Fascisti; come suggerisce il nome, è dominato da un'enorme corona. I membri della BUF hanno la reputazione di essere violenti delinquenti e una rissa che coinvolge i suoi membri avviene fuori e all'interno dell'hotel. Un secondo hotel, il Silver Eagle, ospita la conferenza della Medieval English Association e reca in cima un'aquila di vetro e acciaio. Entrambi gli hotel sono strutture moderne con la facciata in vetro.

## Critica letteraria e significato
Gavriel David Rosenfeld, nella sua opera The World Hitler Never Made, osserva che, a differenza di altre storie alternative che trattano di una vittoria nazista, In presenza del nemico umanizza i nazisti. Rosenfeld ha affermato che sarebbe stato impossibile negli anni precedenti, quando la tendenza era quella di mostrare i nazisti in storie alternative come "l'incarnazione del male". Nonostante ciò, Turtledove ha ricevuto molte critiche per il romanzo, il che ha fatto presumere a Rosenfeld che la maggior parte del pubblico americano non desidera umanizzare i nazisti.

Adam-Troy Castro, tuttavia, ha dato una buona recensione del romanzo. Sebbene abbia scoperto che i personaggi ebrei nascosti del romanzo hanno resistito troppo bene alla loro vita segreta e confrontato altri che vivono vite segrete nella nostra società (ad esempio gli omosessuali) che a volte devono affrontare episodi di disprezzo di sé, alcolismo, abuso di droghe e persino suicidio. Alla fine Castro era entusiasta di vedere alla fine del romanzo i personaggi principali in piedi contro un governo oppressivo.

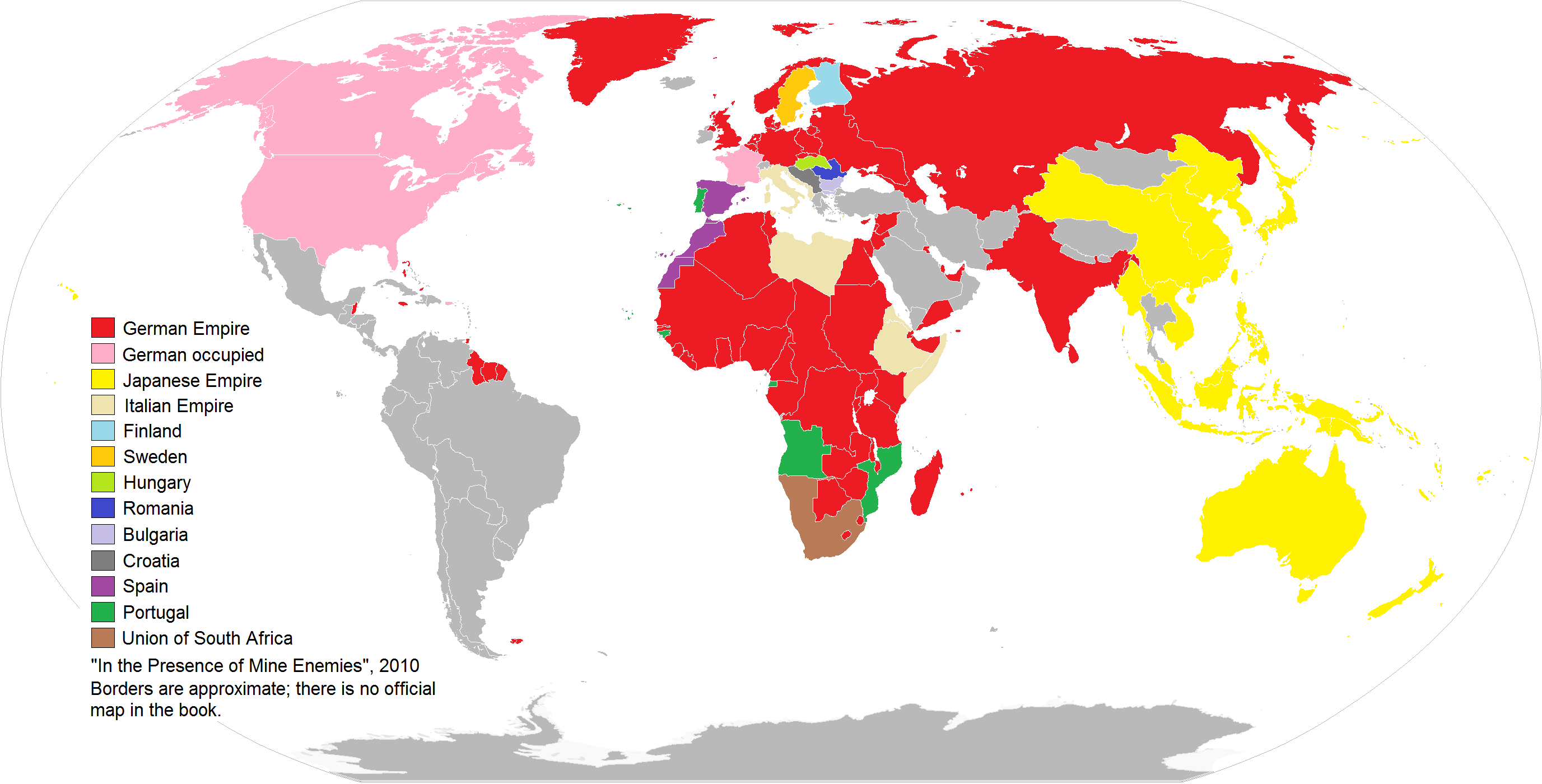
Carta politica del mondo alternativo in cui è ambientato il romanzo

## Edizioni
- Harry Turtledove, In presenza del nemico, traduzione di Fabio Grano, collana Libro d'oro, Fanucci Editore, 1º febbraio 2005,  p. 480, ISBN 88-347-1058-4.